# Svartmaskad astrild
Svartmaskad astrild (Estrilda nigriloris) är en fågel i familjen astrilder inom ordningen tättingar.

## Utbredning och systematik
Fågeln förekommer i träskmarker i sydöstra Kongo-Kinshasa. Inga fynd har publicerats sedan 1950. Arten behandlas ibland som underart till helenaastrild (Estrilda astrild).

## Status
IUCN placerar arten i hotkategorin kunskapsbrist.